# Otvovice
Otvovice (en allemand : Wotwowitz) est une commune du district de Kladno, dans la région de Bohême-Centrale, en République tchèque. Sa population s'élevait à 826 habitants en 2020.

## Géographie
Otvovice se trouve à 5 km au sud-ouest de Kralupy nad Vltavou, à 15 km au nord-est de Kladno et à 20 km au nord-ouest de Prague.
La commune est limitée par Olovnice au nord, par Kralupy nad Vltavou au nord-est et à l'est, par Holubice au sud, par Zákolany au sud-ouest et par Blevice et Slatina à l'ouest.

## Histoire
La première mention écrite de la localité date de 1228.

## Personnalité
- Lucie Bílá (née en 1966), chanteuse